# Haltere la Jocurile Olimpice de vară din 2020 - masculin 73 kg
Proba de haltere categoria 73 de kg masculin de la Jocurile Olimpice de vară din 2020 de la Tokyo a avut loc la data de 28 iulie 2021, la Tokyo International Forum.

## Program
Orele sunt ora Japoniei (UTC+9) 
| Data                    | Timp  | Etapă   |
| ----------------------- | ----- | ------- |
| Miercuri, 28 iulie 2021 | 13:50 | Grupa B |
| Miercuri, 28 iulie 2021 | 19:50 | Grupa A |

## Rezultate
| Loc | Sportiv               | Țară                       | Grupa | Greutate | Smuls (kg) | Smuls (kg) | Smuls (kg) | Smuls (kg)         | Aruncat (kg) | Aruncat (kg) | Aruncat (kg) | Aruncat (kg)       | Total                             |
| Loc | Sportiv               | Țară                       | Grupa | Greutate | 1          | 2          | 3          | Rezultat           | 1            | 2            | 3            | Rezultat           | Total                             |
| --- | --------------------- | -------------------------- | ----- | -------- | ---------- | ---------- | ---------- | ------------------ | ------------ | ------------ | ------------ | ------------------ | --------------------------------- |
| 1   | Shi Zhiyong           | China                      | A     | 72,85    | 158        | 163        | 166        | 166 Record Olimpic | 188          | 192          | 198          | 198 Record Olimpic | 364 Record Olimpic Record Mondial |
| 2   | Julio Mayora          | Venezuela                  | A     | 72,60    | 150        | 154        | 156        | 156                | 186          | 190          | 199          | 190                | 346                               |
| 3   | Rahmat Erwin Abdullah | Indonezia                  | B     | 72,41    | 142        | 147        | 152        | 152                | 180          | 190          | 190          | 190                | 342                               |
| 4   | Briken Calja          | Albania                    | A     | 72,85    | 151        | 151        | 155        | 151                | 184          | 188          | 190          | 190                | 341                               |
| 5   | Bozhidar Andreev      | Bulgaria                   | A     | 72,75    | 150        | 154        | 154        | 154                | 184          | 189          | 190          | 184                | 338                               |
| 6   | Karem Ben Hnia        | Tunisia                    | A     | 72,80    | 148        | 151        | 153        | 153                | 185          | 190          | 190          | 185                | 338                               |
| 7   | Masanori Miyamoto     | Japonia                    | A     | 72,80    | 143        | 147        | 151        | 147                | 183          | 188          | 196          | 188                | 335                               |
| 8   | Marin Robu            | Republica Moldova          | A     | 72,95    | 150        | 155        | 159        | 155                | 175          | 182          | 182          | 175                | 330                               |
| 9   | Clarence Cummings     | Statele Unite ale Americii | A     | 72,90    | 145        | 145        | 150        | 145                | 180          | 190          | 198          | 180                | 325                               |
| 10  | David Sánchez         | Spania                     | A     | 72,90    | 142        | 146        | 150        | 146                | 177          | 177          | 180          | 177                | 323                               |
| 11  | Jorge Cárdenas        | Mexic                      | B     | 72,65    | 140        | 140        | 145        | 145                | 170          | 175          | 175          | 175                | 320                               |
| 12  | Mahmoud Al-Humayd     | Arabia Saudită             | B     | 72,50    | 135        | 141        | 145        | 141                | 165          | 175          | 175          | 165                | 306                               |
| 13  | Brandon Wakeling      | Australia                  | B     | 72,40    | 115        | 120        | 125        | 125                | 158          | 162          | 166          | 166                | 291                               |
| 14  | Abderrahim Moum       | Maroc                      | B     | 71,95    | 120        | 127        | 127        | 127                | 142          | 142          | 151          | 151                | 278                               |